# Дани европске баштине
Дани европске баштине је културно-туристичка манифестација која се организује широм Европе, а током које се сваке јесени (током септембра и октобра) представља културно наслеђе као заједничка баштина европских народа. Ова манифестација се користи за промоцију различитости културе, обичаја и традиције. Ова манифестација се у Србији одржава сваке године од 2002. и представља празник културе и туризма.
За посетиоце су отворена градска здања, објекти заштићени као споменици културе, музеји и друге установе које имају за сврху промоцију културе. Током манифестације се организују разгледања градских знаменитости, туристичких атракција и заштићених природних добара. Ова манифестација представља одличну прилику да се Београд представи као мост који спаја прошло, садашње и будуће време.
У Србији се дани европске баштине организују под покровитељством Министарства културе. Организатор ове манифестације у Београду је Град Београд, док су носиоци организације Градска управа - Секретаријат за привреду, Секретаријат за културу и Туристичка организација Београда.
Београд је 2007. био домаћин централне прославе за Европу.